# Agrostis tenuissima
Agrostis tenuissima é uma espécie de gramínea do gênero Agrostis, pertencente à família Poaceae.